# Dezastrul navetei spațiale Challenger

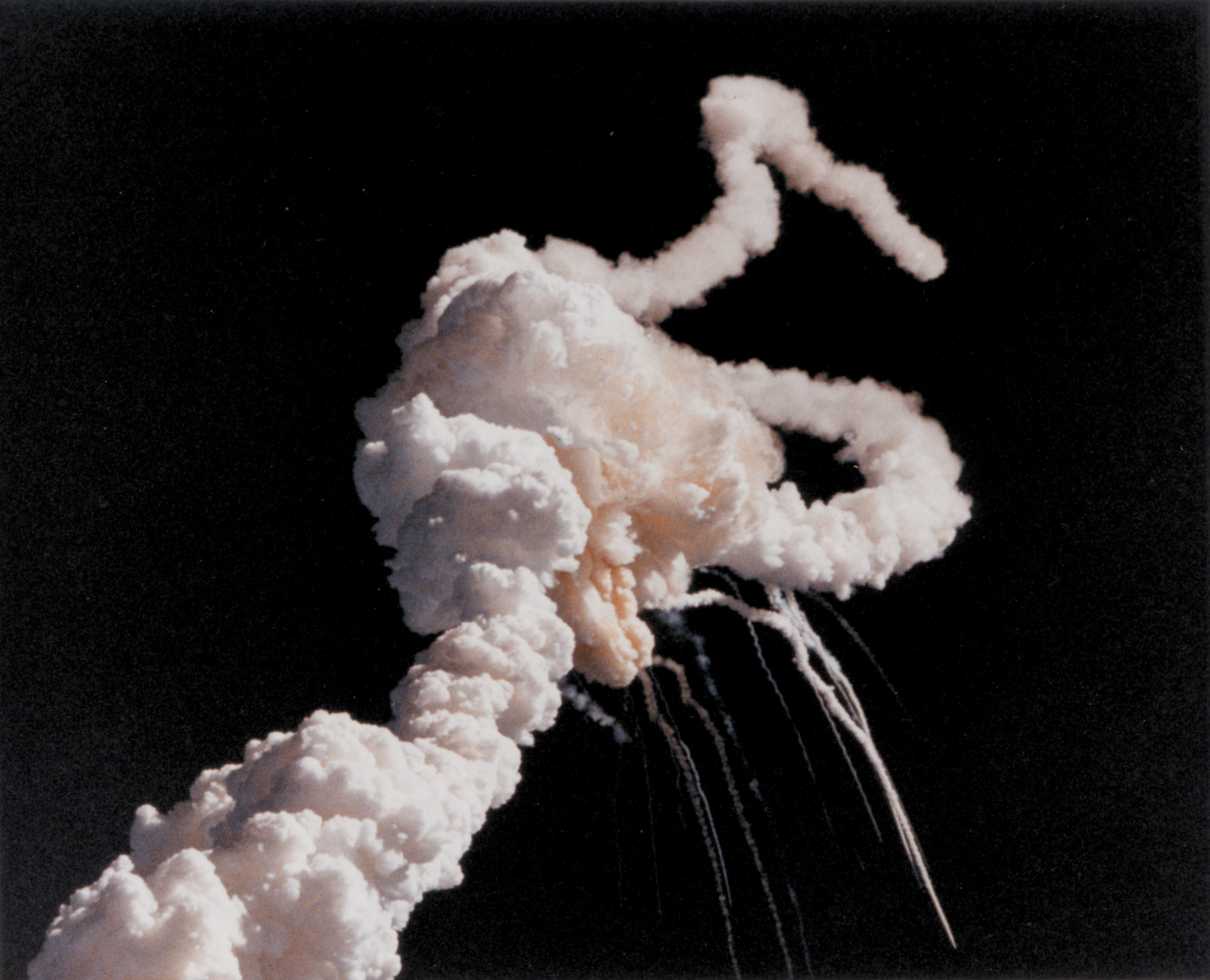
Norul de fum al Navetei spațiale Challenger după dezmembrarea care a dus la moartea tuturor celor șapte membri ai misiunii STS-51-L.

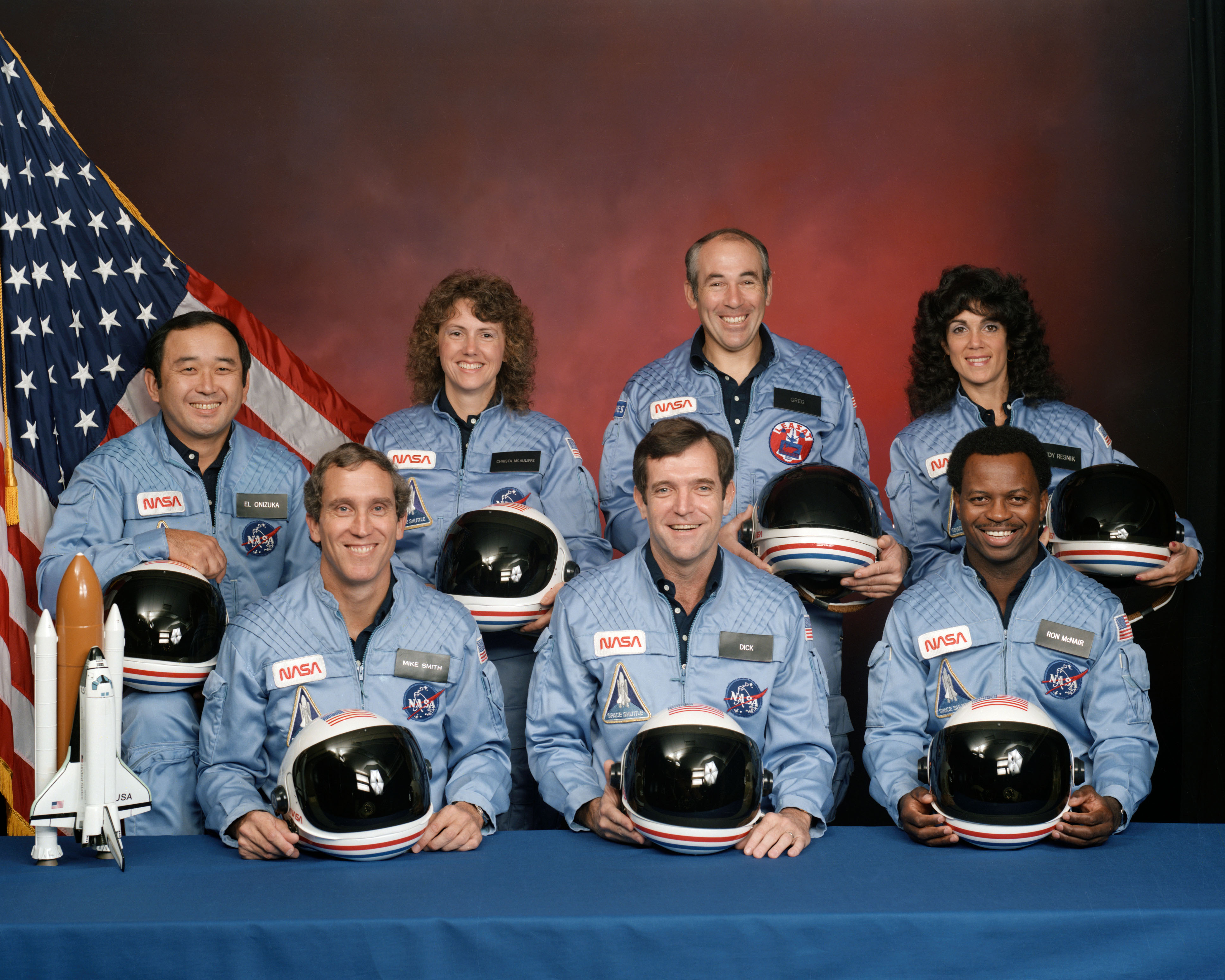
Echipajul misiunii STS-51-L: (în față) Michael J. Smith, Dick Scobee, Ronald McNair; (în spate) Ellison Onizuka, Christa McAuliffe, Gregory Jarvis, Judith Resnik.

Dezastrul navetei spațiale Challenger a avut loc la 28 ianuarie 1986, când naveta spațială Challenger s-a dezmembrat la 73 de secunde după lansare, ceea ce s-a soldat cu moartea celor șapte membri ai echipajului. Naveta s-a dezintegrat deasupra Oceanului Atlantic, în dreptul coastei Floridei, la ora 16:39 UTC, 11:39 ora locală.
Dezintegrarea întregului vehicul a început după ce un inel O (o garnitură inelară) din propulsorul din dreapta a cedat la lansare. Defectarea inelului O a cauzat o ruptură în articulația propulsorului pe care o asigura, permițând ca gazul fierbinte din interiorul motorului să ajungă în exterior și să intre în contact cu aparatura propulsorului și cu rezervorul exterior de combustibil. Aceasta a condus la separarea legăturii din spate a propulsorului din dreapta și la distrugerea rezervorului din dreapta. După aceasta, forțele aerodinamice au distrus imediat vehiculul.
Compartimentul echipajului și multe alte fragmente ale vehiculului au fost în cele din urmă recuperate de pe fundul oceanului după o îndelungată operațiune de căutare. Deși nu se cunoaște momentul exact al morții echipajului, se știe că mai mulți dintre ei au supraviețuit distrugerii inițiale a navetei. Totuși, naveta nu avea sistem de evacuare și astronauții nu au supraviețuit impactului compartimentului echipajului cu suprafața oceanului.
Dezastrul a avut ca efect oprirea pentru 32 de luni a programului navetelor spațiale și formarea Comisiei Rogers, o comisie specială numită de președintele american Ronald Reagan pentru a investiga accidentul. Comisia Rogers a aflat că cultura organizațională a NASA și procesele decizionale au fost un factor-cheie al accidentului. Managerii de la NASA știau că proiectul constructorului propulsoarelor, Morton Thiokol, conținea un defect cu potențial catastrofal la nivelul inelelor O încă din 1977, dar nu au rezolvat problema corespunzător. De asemenea, aceștia au ignorat avertismentele inginerilor privind pericolele lansării navetei într-o zi atât de rece și nu au raportat corespunzător problemele tehnice superiorilor lor. Comisia Rogers a oferit NASA nouă recomandări de implementat înainte de reluarea zborurilor navetelor spațiale.
Lansarea a fost televizată în direct din cauza prezenței la bord a Christei McAuliffe, prima membră a proiectului Teacher in Space. Accidentul a fost foarte mediatizat: un studiu a arătat că 85 % dintre americani auziseră vestea la maxim o oră de la întâmplare. Dezastrul Challenger a fost utilizat drept studiu de caz în numeroase discuții pe problema siguranței și eticii la locul de muncă și a inspirat filmul de televiziune din 1990, Challenger.

## Situația dinaintea lansării și amânările

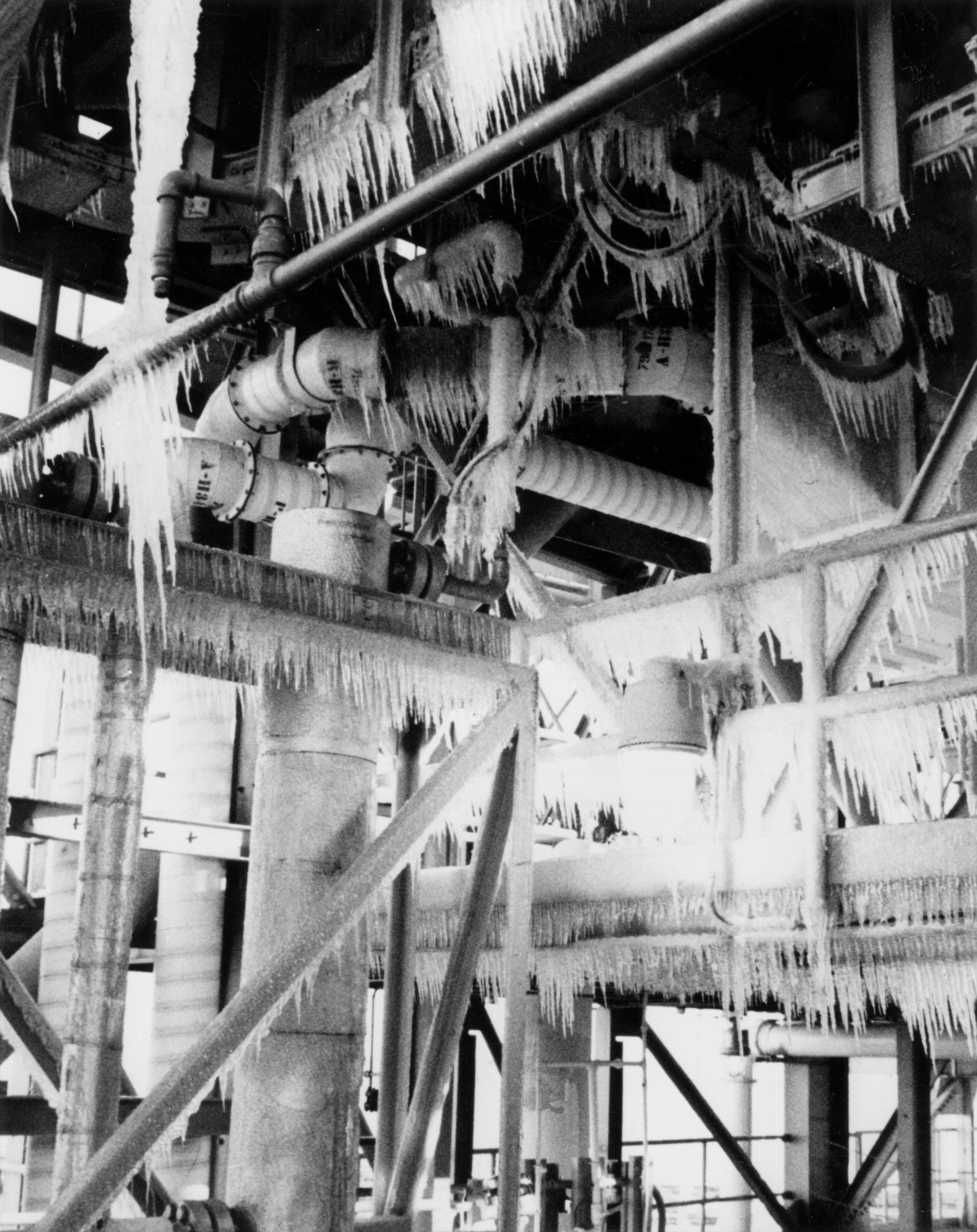
Gheață pe turnul de lansare cu câteva ore înaintea lansării lui Challenger

Challenger trebuia să fie lansat de la Centrul Spațial Kennedy din Florida la ora 2:42 p.m. EST în ziua de 22 ianuarie, dar, din cauza întârzierilor misiunii anterioare, STS-61-C, data lansării a fost amânată, inițial pentru 23 ianuarie și apoi pentru 24 ianuarie. După aceea, lansarea a fost reprogramată pentru 25 ianuarie din cauza vremii nefavorabile la punctul de aterizare în caz de urgență din Dakar, Senegal. NASA a decis să utilizeze Casablanca drept punct de aterizare în caz de urgență, dar întrucât acesta nu era echipat pentru aterizări nocturne, lansarea a trebuit să fie amânată pentru dimineața. Prognoza meteo nefavorabilă de la Centrul Spațial Kennedy (KSC) a cauzat reprogramarea lansării pentru ora 9:37 a.m. EST în ziua de 27 ianuarie. Conform cărții lui Malcolm McConnell, Challenger: A Major Malfunction, NASA ar fi efectuat în mod normal lansarea în condițiile prognozei de 50 % șanse de ploaie dacă nu s-ar fi plănuit vizita vicepreședintelui George H. W. Bush pentru lansare, acesta fiind în drum spre Honduras.
Lansarea s-a amânat a doua zi din cauza unor probleme cu trapa exterioară de acces. Întâi, n-a mai funcționat unul dintre indicatoarele folosite pentru a verifica închiderea trapei. Apoi, un bolț rupt a împiedicat eliminarea unei armături de la trapa orbiterului. Când armătura a fost în cele din urmă tăiată, vântul de la punctul de aterizare nu a mai permis lansarea. Echipajul a așteptat încetarea vântului până când timpul în care era posibilă lansarea a trecut, forțând o nouă amânare.
Prognoza meteo pentru data de 28 ianuarie anunța o dimineață neobișnuit de rece, cu temperaturi aproape de -1 °C, temperatura minimă permisă pentru lansare. Temperatura joasă i-a îngrijorat pe inginerii de la Morton Thiokol, constructorul propulsoarelor navetei. Într-o teleconferință din seara zilei de 27 ianuarie, inginerii și managerii de la Thiokol au discutat condițiile meteo cu managerii NASA de la Centrul Spațial Kennedy și de la Centrul de Zbor Spațial Marshall. Mai mulți ingineri—printre care Roger Boisjoly, care își mai exprimase îngrijorarea și cu alte ocazii—s-au arătat îngrijorați din cauza potențialelor efecte ale temperaturii asupra inelelor O care ermetizau articulațiile propulsoarelor. Fiecare propulsor era construit din șase secțiuni articulate în trei articulații din fabrică și trei articulații „de teren”. Articulațiile din fabrică erau sudate, dar articulațiile de teren—asamblate în Clădirea de Asamblare de Vehicule de la Centrul Spațial Kennedy–foloseau câte două inele O de cauciuc, unul primar și unul secundar (de rezervă), pentru etanșare. (După accident, articulațiile de teren ale propulsoarelor folosesc trei inele O.) Etanșările tuturor articulațiilor propulsoarelor trebuia să conțină gazele fierbinți presurizate produse de arderea propulsorului solid dinăuntru, împingându-l în exterior prin ajutajul din capătul din spate al fiecărei rachete. Inginerii de la Thiokol au spus că dacă inelele O sunt mai reci de 12 °C, ei nu au suficiente date pentru a determina dacă fiecare articulație rămâne etanșă. Aceasta era o considerație importantă, deoarece inelele O propulsoarelor fuseseră proiectate drept componentă „Criticality 1”—adică nu exista rezervă în cazul defectării inelelor O primar și secundar, iar defectarea lor putea distruge vehiculul și echipajul acestuia.
Un argument al celor de la NASA împotriva îngrijorărilor celor de la Thiokol a fost acela că dacă inelul O primar se defectează, atunci inelul O secundar va asigura etanșarea. Acest argument nu era valid pentru o componentă Criticality 1, iar afirmația era în orice caz nedemonstrată. (După cum a arătat astronautul Sally Ride citat cu ocazia chestionării managerilor NASA în fața Congresului, este interzis să se pună bază pe o rezervă în cazul unei componente Criticality 1. Rezerva este acolo pentru a furniza redundanță în caz de defectare neprevăzută, și nu pentru a înlocui dispozitivul primar, nelăsând nicio rezervă.) Inginerii de la Thiokol au declarat și că temperaturile joase de peste noapte ar fi avut aproape sigur ca rezultat temperaturi ale propulsoarelor sub linia roșie de 4 °C. Obiecțiile acestora au fost respinse de managementul Morton Thiokol, care a recomandat ca lansarea să aibă loc după cum s-a planificat. Deși publicul percepea NASA ca abordând o atitudine precaută, managementul Thiokol a fost influențat de cererile managerilor NASA de a demonstra că nu este sigur să se facă lansarea, în loc ca aceștia să le ceară să demonstreze că era sigur. Ulterior, după accident, a ieșit la lumină faptul că managerii NASA ignorau frecvent normele de siguranță pentru a respecta programul lansărilor.
Din cauza temperaturii scăzute, s-a depus o cantitate semnificativă de gheață pe structura fixă de servicii care stătea lângă navetă. Echipa de dezgheț de la Kennedy a îndreptat o cameră în infraroșu către articulația de la spatele propulsorului din dreapta și a constatat că temperatura este de doar −13 °C. S-a crezut că acesta era din pricina aerului foarte rece care era suflat spre articulație de la ventilația rezervorului de oxigen lichid. Temperatura era mult mai mică decât cea a aerului și mult mai mică decât specificațiile de proiectare ale inelelor O. Ulterior, măsurătoarea de −13 °C s-a dovedit a fi eronată, eroare cauzată de nerespectarea instrucțiunilor fabricantului sondei termometrice. Testele și calculele refăcute au confirmat ulterior că temperatura articulației nu era substanțial diferită de temperatura mediului ambiant.
Deși echipa de dezgheț a lucrat toată noaptea, inginerii de la Rockwell International, primul constructor al navetei, au continuat să-și exprime îngrijorarea. Inginerii de la Rockwell aflați în Downey, California și care au văzut structura de lansare au fost îngroziți de câtă gheață era depusă. Se temeau că în timpul lansării gheața spartă ar putea lovi învelișul de protecție termică, din cauza aspirației induse de jetul de gaze de la propulsoarele cu reacție. Rocco Petrone, liderul diviziei de transport spațial de la Rockwell, și colegii săi vedeau această situație ca pe o constrângere a lansării, și au spus managerilor Rockwell de la Cape că firma nu poate susține lansarea. Cu toate acestea, managerii Rockwell de la Cape și-au exprimat îngrijorările într-o manieră care l-a făcut pe managerul misiunii de la Houston Arnold Aldrich să ordone continuarea pregătirilor de lansare. Aldrich a decis să amâne lansarea navetei cu o oră pentru a da ocazia echipei de dezgheț să mai facă o inspecție. După această ultimă inspecție, în timpul căreia gheața părea că se topește, Challenger a primit permisiunea de lansare la ora 11:38 a.m. EST.

## Lansarea din 28 ianuarie și distrugerea

### Lansarea și ascensiunea inițială

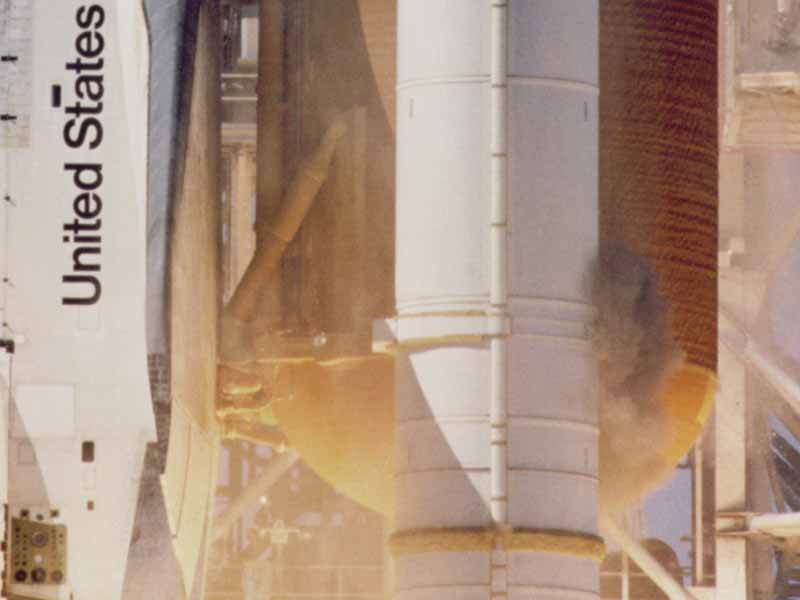
Fum cenușiu ieșind din propulsorul drept

Relatarea următoare a evenimentelor provine din datele telemetrice în timp real și din analiza fotografică, precum și din stenogramele comunicațiilor vocale dintre navă și centrul de control al misiunii. Toate orele sunt date în secunde după lansare și corespund codurilor temporale telemetrice de la cel mai apropiat eveniment instrumentat până la fiecare eveniment descris.
Cu 6,6 secunde înainte de lansare, cum era normal, cele trei motoare principale ale navetei spațiale (space shuttle main engine, SSME) au fost aprinse. Până la lansarea efectivă, motoarele principale pot fi oprite și lansarea anulată în siguranță dacă este necesar. La timpul lansării (T=0, la ora 11:38:00.010 EST), cele trei motoare principale erau la 100 % din nivelul nominal de performanță, și au început să urce la 104 % sub controlul calculatorului. În acel moment, cele două propulsoare laterale au fost aprinse și închizătoarele au fost deblocate cu explozibili, eliberând vehiculul de structura de serviciu. Odată cu prima mișcare pe verticală a vehiculului, brațul gurii de hidrogen gazos s-a retras de la rezervorul extern dar nu a reușit să revină. Filmul camerelor de pe structura de serviciu arată că brațul nu a refăcut contactul cu vehiculul, fapt ce a fost considerat a fi un factor ce a contribuit la accident. În urma inspectării, după lansare, a structurii de servicii s-a constatat că lipseau resorturile a patru dintre zăvoare, dar aceasta a fost exclusă drept cauză.
După analiza filmului lansării, s-a constatat că la T+0,678, un fum cenușiu-închis a început să iasă din propulsorul din dreapta de lângă bara din spate, prin care propulsorul este atașat de rezervorul extern. Ultima emanare de fum a avut loc la T+2,733. Ultimul moment în care s-a mai văzut fum lângă bară a fost T+3,375. Ulterior s-a determinat că acest fum a fost cauzat de deschiderea și închiderea articulației de teren din spatele propulsorului drept. Carcasa propulsorului se deformase sub presiunea aprinderii. Ca rezultat al acestei deformări, componentele metalice ale carcasei s-au îndoit în sensuri opuse, lăsând o deschidere prin care s-au scurs gaze fierbinți de peste 2.760 °C. Aceasta se mai întâmplase și cu ocazia altor lansări, dar de fiecare dată inelul O primar s-a deplasat din locașul său și a ermetizat. Deși propulsorul nu a fost proiectat să funcționeze astfel, se părea că el funcționa suficient de bine așa și Morton-Thiokol a schimbat specificațiile de proiectare pentru a face loc acestui proces, denumit extrudare.
Din păcate, deși extrudarea avea loc, gazele fierbinți tot se scurgeau, uzând inelele O până la realizarea ermetizării. Investigațiile inginerilor de la Morton-Thiokol au determinat că uzura inelelor O era legată direct de timpul necesar extrudării, și că vremea rece, care cauza întărirea inelelor O, prelungea durata de extrudare. (Articulația de teren a propulsoarelor, reproiectată, utilizată după accidentul Challenger a utilizat un sistem de cavitate și trunchi suplimentar cu un al treilea inel O, ameliorând scurgerile.)
În dimineața accidentului, inelul O primar se întărise atât de tare de frig încât nu a putut realiza etanșarea în timp util. inelul O secundar nu era poziționat corect din cauza îndoirii metalului. Astfel, gazele nu au mai putut fi oprite, și ambele inele O au fost pulverizate. Totuși, oxizii de aluminiu de la combustibilul solid ars au etanșat temporar articulația defectă, înlocuind inelele O înainte ca flacăra să iasă prin gaură.
La plecarea de lângă turnul de lansare, motoarele funcționau la 104 % din puterea lor maximă nominală, iar coordonarea misiunii a fost predată de centrul de control al lansării de la Kennedy și preluată de centrul de control al misiunii de la centrul spațial Johnson din Houston, Texas. Pentru a preveni supraîncărcarea structurală a vehiculului de forțele aerodinamice, la T+28, motoarele principale au început să decelereze pentru a reduce viteza navetei în troposferă, conform procedurii normale. La T+35,379, au decelerat până la 65 %. După încă cinci secunde, la aproximativ 5.800 m altitudine, Challenger a depășit Mach 1. La T+51,860, motoarele principale au început din nou să accelereze până la 104 % vehiculul depășind Max Q, perioada de maxima presiune aerodinamică asupra vehiculului.

### Emisia de gaz

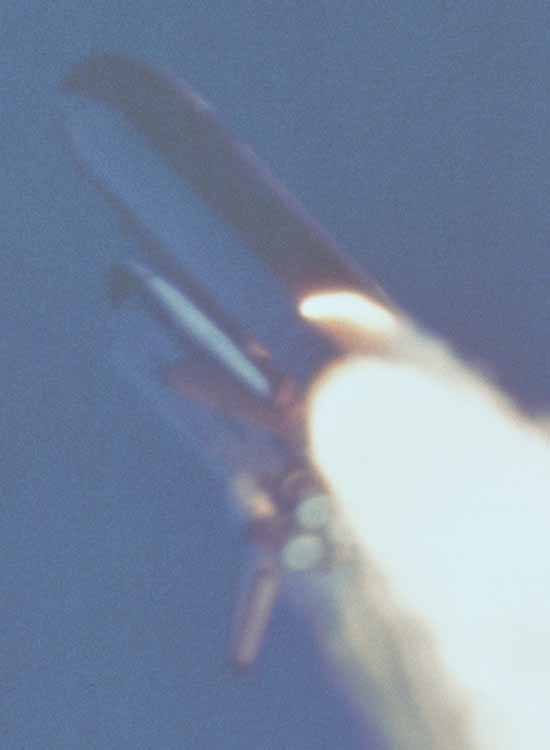
Emisie de fum la propulsorul din dreapta

Când naveta s-a apropiat de Max Q, a suferit cea mai bruscă schimbare a direcției vântului întâlnită până atunci în programul Space Shuttle.
La T+58,788, o cameră video a imortalizat începutul unei emisii de gaze de lângă bara de legătură din spate a propulsorului din dreapta. Fapt necunoscut de cei de pe Challenger și de cei de la Houston, începuse să se scurgă gaz fierbinte printr-o gaură din ce în ce mai mare dintr-una din articulațiile propulsorului din dreapta. Forța cauzată de schimbarea vântului a înlăturat violent capacul temporar de oxid care luase locul inelelor O defecte, îndepărtând și ultima barieră ce mai oprea flăcările să iasă prin articulație. Dacă n-ar fi fost schimbarea direcției vântului, norocosul capac de oxid ar fi rezistat până la epuizarea combustibilului propulsorului.
Într-o secundă, emisia de gaze a devenit intensă și bine definită. Presiunea internă din propulsorul din dreapta a început să scadă din cauza găurii crescânde din articulația spartă, și la T+60.238 se vedeau clar flăcări ieșind prin articulație și atingând rezervorul exterior.
La T+64,660, flacăra și-a schimbat brusc forma, arătând că a început o scurgere din rezervorul de hidrogen lichid, aflat în partea din spate a rezervorului exterior. Gurile de ieșire ale motoarelor principale au pivotat sub control computerizat pentru a compensa forța neechilibrată produsă de propulsoare. Presiunea din rezervorul exterior de hidrogen lichid al navetei a început să scadă la T+66,764, indicând efectul scurgerii.
În acest punct, situația părea încă normală atât astronauților, cât și controlorilor de zbor. La T+68, comunicatorul capsulei Richard Covey a informat echipajul că au permisiunea de a duce motorul la putere maximă, iar comandorul Dick Scobee a confirmat decizia. Răspunsul său, Roger, go at throttle up (am înțeles, duc motorul la putere maximă), a fost ultima comunicație de pe Challenger către sol.

### Dezmembrarea vehiculului
La T+72,284, propulsorul din dreapta a părut că se depărtează de bara din spate care-l ținea prins de rezervorul exterior. Analiza ulterioară a datelor telemetrice a arătat o bruscă accelerare laterală spre dreapta la T+72,525, care ar fi putut fi simțită de echipaj. Ultima replică înregistrată de aparatele din cabina echipajului a venit la doar o jumătate de secundă după accelerare, când pilotul Michael J. Smith a exclamat Uh-oh! (Hopa!). Este posibil ca Smith să fi exclamat ca răspuns la indicatoarele de bord ale performanței motorului principal sau ca răspuns la scăderea de presiune din rezervorul exterior de combustibil.
La T+73,124, domul din spate al rezervorului de hidrogen lichid a cedat, producând o forță propulsoare ce a care a împins rezervorul de hidrogen înspre rezervorul de oxigen lichid din partea din față a rezervorului exterior. În același timp, propulsorul din dreapta a efectuat o rotație în jurul barei de prindere din față, și a lovit structura dintre rezervoare.
Dezmembrarea vehiculului a început la T+73,162 secunde la o altitudine de 14,6 km). În condițiile în care rezervorul exterior se dezintegra (și propulsorul din dreapta, semidetașat, contribuia cu puterea sa într-o direcție anormală), Challenger a virat de la altitudinea sa corectă în raport cu fluxurile de aer locale și a fost dezmembrat imediat de forțele aerodinamice anormale ce au avut ca rezultat un factor de încărcare de până la 20G — mult peste limita nominală de 5G. Cele două propulsoare care pot suporta forțe mai mari s-au separat de rezervorul exterior și au continuat în zbor necontrolat timp de încă 37 secunde. Carcasele propulsoarelor erau făcute din plăci de oțel de 12,7 mm grosime și erau mult mai solide decât orbiterul și decât rezervorul exterior; astfel, ambele propulsoare au supraviețuit dezmembrării navetei, deși propulsorul din dreapta încă mai suferea de pe urma arderii articulației care a declanșat procesul de distrugere a lui Challenger.

### Dialogul de după dezmembrare între controlorii de zbor

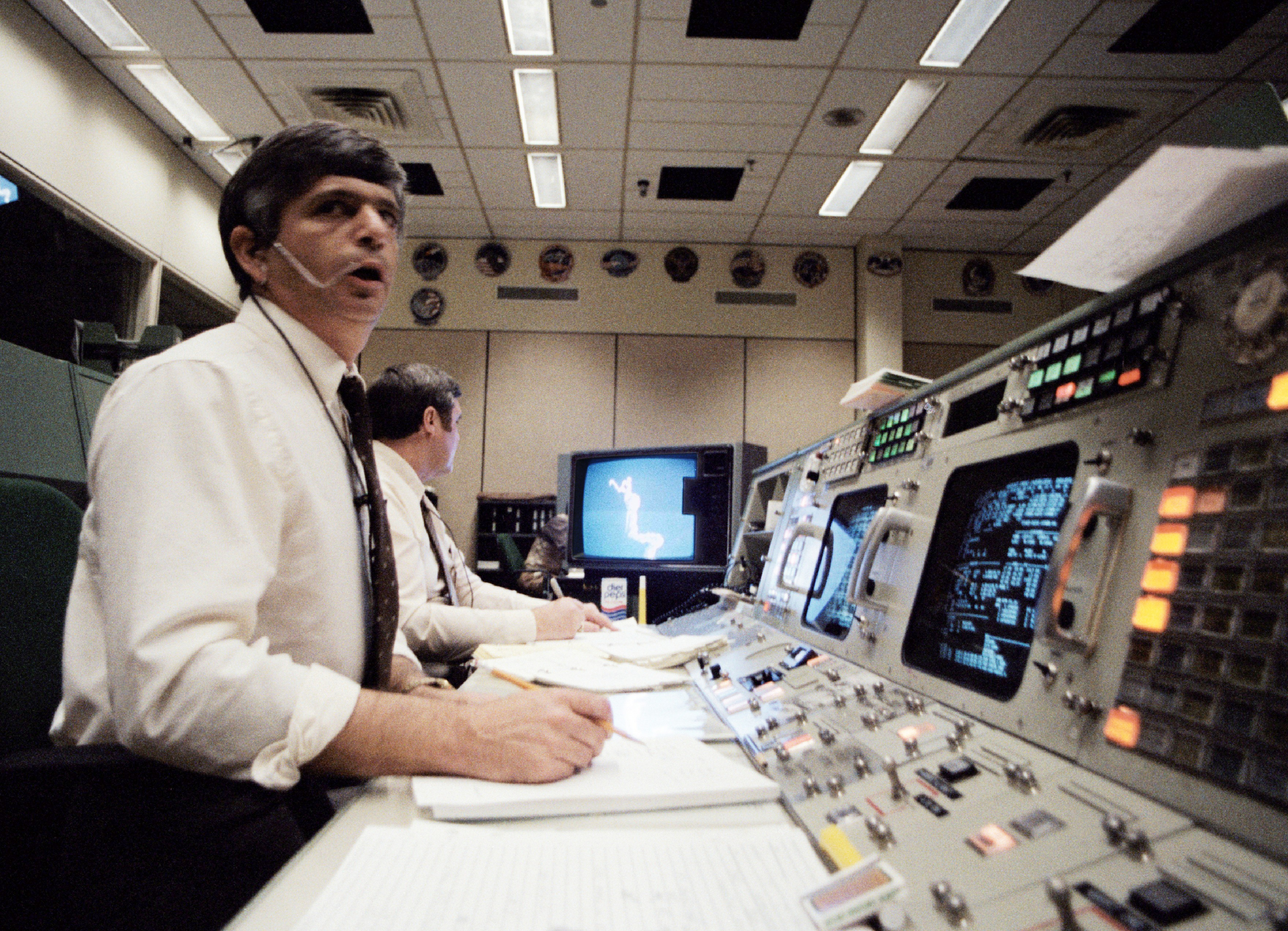
Jay Greene la consola sa după dezmembrarea navetei Challenger

La centrul de control al misiunii, în momentul dezintegrării navetei Challenger, s-a auzit doar zgomot alb pe legătura radio aer-sol. Ecranele de televiziune au arătat un nor de fum și vapori de apă (produsul combustiei hidrogenului) în locul unde fusese Challenger, cu bucăți din navă căzând spre ocean. La aproximativ T+89, directorul de zbor Jay Greene a cerut informații ofițerului de dinamica zborului. Acesta a răspuns: „...filtrul (radar) are surse discrete”, o indicație în plus că Challenger se desfăcuse în mai multe bucăți. După un minut, controlorul de la sol a reportat „contact negativ (și) pierderea legăturii” radio și de date telemetrice cu Challenger. Greene a ordonat echipei sale să se uite cu atenție pe date și să caute orice semn că orbiterul ar fi scăpat.
La T+110.250, ofițerul de la Cape Canaveral responsabil cu urmărirea rachetelor a trimis semnalele radio ce au activat pachetele de autodistrugere de la bordul ambelor propulsoare. Aceasta era o procedură normală, efectuată deoarece ofițerul a considerat propulsoarele în cădere liberă a fi un posibil pericol pentru sol sau pentru mare. Același semnal de autodistrugere ar fi distrus și rezervorul exterior dacă nu s-ar fi dezintegrat deja.
„Controlorii de zbor analizează situația cu foarte mare atenție”, a declarat ofițerul de relații publice Steve Nesbitt. „Evident, o defecțiune majoră. Nu mai avem nicio legătură.” După o pauză, Nesbitt a spus: „Avem un raport de la ofițerul de dinamica zborului, care spune că vehiculul a explodat.”
Greene a ordonat punerea în aplicare a procedurilor de siguranță la Controlul Misiunii; printre aceste proceduri se numărau încuiera ușilor de la centrul de control, oprirea liniilor telefonice de comunicație cu exteriorul și urmărirea listelor ce asigurau că datele relevante sunt înregistrate și păstrate.

### Improprietatea termenului de „explozie”

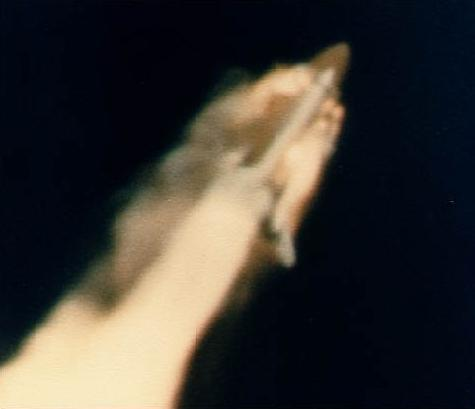
Challenger începe să se dezintegreze.

Contrar a ceea ce a spus inițial ofițerul de dinamica zborului, naveta și rezervorul exterior nu au „explodat”. De fapt, ele s-au dezintegrat rapid sub acțiunea unor uriașe forțe aerodinamice, întrucât naveta trecuse cu puțin peste punctul „Max Q”, de maximă presiune aerodinamică (presiunea dinamică începuse să scadă după ce atinsese maximul). Când s-a dezintegrat rezervorul, combustibilul și oxidantul stocate în acesta s-au împrăștiat, lăsând impresia unei mingi de foc. Totuși, conform echipei NASA care a analizat imaginile după accident, a fost doar o „combustie localizată” a gazului propulsor. Norul vizibil era compus mai ales din vapori și gaze rezultate din împrăștierea oxigenului lichid și a hidrogenului lichid. Stocat într-un mediu criogenic, hidrogenul lichid nu ar fi putut să se aprindă suficient de rapid pentru a declanșa o „explozie” în sensul tradițional de detonare (spre deosebire de o deflagrație, ceea ce a avut loc de fapt). Dacă ar fi avut loc o explozie, întreaga navetă ar fi fost distrusă pe loc, aducând în acel moment moartea echipajului. Cabina echipajului, precum și propulsoarele, elemente ce aveau din construcție o constituție mai robustă au supraviețuit dezmembrării vehiculului de lansare; în vreme ce propulsoarele au fost detonate de la distanță, cabina detașată a continuat pe o traiectorie balistică, și a fost văzută ieșind din norul de gaze la T+75.237. La douăzeci și cinci de secunde după dezmembrarea vehiculului, ce a avut loc la (14,6 km), traiectoria compartimentului echipajului a atins altitudinea maximă la 19,8 km.

### Cauza și momentul morții echipajului
Naveta a fost proiectată să reziste la o forță de încărcătură a aripii de 3 ori mai mare decât greutatea cu încă 1,5(G) factor de siguranță. Cabina echipajului în particular era una dintre secțiunile robuste ale navetei datorită designului său și a aluminiului ranforsat. În timpul dezmembrării vehiculului, cabina echipajului s-a detașat întreagă și a continuat să descrie un arc balistic. NASA a estimat forțele de separare la aproximativ 12—20(G) pentru o perioadă scurtă; în două secunde, însă, forțele asupra cabinei au scăzut imediat sub 4G, și în zece secunde cabina era în cădere liberă. Aceste forțe erau insuficiente pentru a cauza rănirea gravă a echipajului. Cel puțin câțiva dintre astronauți erau în viață și, pentru scurt timp, conștienți, după dezmembrare, deoarece trei dintre cele patru Personal Egress Air Packs (PEAPs) au fost găsite activate. Anchetatorii au găsit rezervele neutilizate de aer consistente cu consumul așteptat pe parcursul traiectoriei de după dezmembrare, descrisă în 2 minute și 45 de secunde. Dacă astronauții au rămas conștienți mai mult timp după dezmembrare, nu se știe și depinde de menținerea de către cabină a presiunii. Dacă presiunea nu s-a menținut, timpul cât un om poate rămâne conștient la acea altitudine este de doar câteva secunde; PEAP-urile furnizau doar aer nepresurizat, și nu ar fi putut ajuta membrii echipajului să rămână conștienți. Cabina a lovit suprafața oceanului cu aproximativ 333 km/h, cauzând o frânare instantanee de peste 200 G, mult peste limitele structurale ale compartimentului echipajului și peste limitele la care se poate supraviețui impactului.
La 28 iulie 1986, contraamiralul Richard H. Truly, administrator asociat al NASA pentru zbor spațial și fost astronaut, a dat publicității un raport din partea lui Joseph P. Kerwin, specialist biomedical de la Centrul Spațial Johnson din Houston, legat de decesul astronauților în accident. Dr. Kerwin, veteran al misiunii Skylab 2, fusese angajat să efectueze studiul la scurt timp după accident. Conform raportului Kerwin:
„Concluziile sunt neclare. Impactul compartimentului echipajului cu suprafața oceanului a fost atât de violent încât avariile ce au avut loc în secundele de după dezintegrare erau mascate. Concluziile noastre finale sunt:
- cauza morții astronauților de pe Challenger nu poate fi determinată cu certitudine;
- forțele la care au fost supuși membrii echipajului în timpul dezmembrării vehiculului erau, probabil, insuficiente pentru a cauza moartea sau rănirea gravă; și
- echipajul ar fi putut să-și fi pierdut cunoștința (dar nu este sigur) în secundele de după dezmembrarea vehiculului din cauza depresurizării.”

În pofida acestui raport, unii experți, printre care unul dintre principalii anchetatori de la NASA Robert Overmyer, au considerat că majoritatea membrilor echipajului, dacă nu toți, erau în viață și posibil conștienți pe parcursul întregii coborâri până la impactul cu oceanul.

### Imposibilitatea salvării echipajului
În timpul zborului propulsat al navetei spațiale, salvarea echipajului nu era posibilă. Deși unele idei de sisteme de salvare în timpul lansării au fost luate în considerație de mai multe ori în timpul dezvoltării navetelor, NASA a concluzionat că fiabilitatea mare a navetei va elimina necesitatea acestora. La primele patru misiuni orbitale ale programului Space Shuttle, misiuni considerate zboruri de încercare, s-au folosit scaune ejectabile de SR-71 Blackbird modificate și costume presurizate, dar din misiunile „operaționale” ce au urmat, acestea au fost eliminate. (CAIB a declarat ulterior, după dezastrul navetei spațiale Columbia, că sistemul navetei spațiale nu ar fi trebuit niciodată să fie declarat operațional, deoarece era de natură experimentală din cauza numărului limitat de zboruri, prin comparație cu zborurile comerciale certificate.) S-a renunțat la furnizarea unui sistem de salvare în timpul lansării pentru echipaje mai mari, din cauza „utilității limitate, a complexității tehnice și a costului excesiv în bani, greutate și în întârzieri ale producției.”
După pierderea lui Challenger, chestiunea a fost redeschisă, iar NASA a luat în considerare mai multe opțiuni, inclusiv scaunele ejectabile, rachetele tractoare și salvarea prin baza orbiterului. Totuși, NASA a concluzionat și de această dată că toate sistemele de salvare luate în considerație erau nepractice din cauza modificărilor masive ale vehiculului, modificări care ar fi fost necesare și din cauza limitărilor ce ar fi rezultat asupra dimensiunii echipajului. A fost proiectat un sistem de ejectare pentru a da echipajului opțiunea de a ieși din navetă în timpul zborului în planare; totuși, acest sistem n-ar fi fost util în scenariul Challenger.

## Urmări

Președintele Statelor Unite Ronald Reagan ținând o cuvântare în Biroul Oval după dezastru.

După dezastru, NASA a fost criticată pentru lipsa de deschidere față de presă. New York Times a notat în ziua de după dezastru că „nici Jay Greene, directorul de zbor al ascensiunii, nici alții din camera de control, nu au fost puși la dispoziția presei de agenția spațială.” În absența unor surse de încredere, presa s-a îndreptat către speculații; atât New York Times cât și United Press International au publicat articole în care se sugera că o defecțiune a rezervorului exterior ar fi cauzat o explozie, în ciuda faptului că ancheta internă a NASA se concentrase rapid pe propulsoarele laterale. „Agenția spațială”, scria reporterul de știri spațiale William Harwood, „a recurs la politica sa de strict secret în ce privește detaliile anchetei, o atitudine neobișnuită pentru o agenție care de multă vreme se mândrește cu deschiderea sa.”

### Omagii
În seara dezastrului, Președintele Ronald Reagan trebuia să țină discursul anual despre starea națiunii. Inițial, a anunțat că discursul va fi ținut, dar apoi l-a amânat cu o săptămână și a ținut în acea seară un discurs special pentru dezastrul Challenger din Biroul Oval de la Casa Albă. Discursul a fost scris de Peggy Noonan, și s-a încheiat cu următoarea frază, în care se cita din poezia „High Flight” de John Gillespie Magee, Jr.:
| “ | Nu-i vom uita niciodată, nu vom uita ultima oară când i-am văzut, astăzi dimineață, pregătindu-se pentru călătoria lor, când și-au luat la revedere și au «fugit din legăturile Pământului» pentru a «atinge chipul Domnului» | ” |

Slujba de pomenire din data de 31 ianuarie 1986 de la Houston, Texas, în prezența lui Ronald Reagan și a Primei Doamne Nancy Reagan (stânga).

După trei zile, Președintele Reagan împreună cu soția sa Nancy au călătorit la Centrul Spațial Johnson pentru a vorbi la o slujbă de pomenire în memoria astronauților, în care a declarat 
| “ | Uneori, atunci când ne întindem către stele, cădem. Dar trebuie să ne ridicăm din nou și să continuăm în ciuda durerii. | ” |

La slujbă au participat 6000 de angajați NASA, 4000 de invitați
și familiile membrilor echipajului. În timpul ceremoniei, o orchestră a Forțelor Aeriene a intonat „God Bless America” iar avioanele NASA T-38 Talon au zburat pe deasupra scenei, în formațiunea tradițională omul lipsă. Toate acestea au fost transmise în direct de mai multe televiziuni naționale.
Familiile membrilor echipajului Challenger au organizat Centrul Challenger pentru Educație în Științele Spațiale ca monument permanent în memoria acestora. Cincizeci și două de centre de educație au fost înființate de organizații non-profit.
În Huntsville, Alabama, oraș cunoscut pentru asocierea sa cu NASA, cea mai nouă școală gimnazială din sistemul școlar al orașului a fost denumită „Școala Gimnazială Challenger”.
Orașul Palmdale, locul în care s-a născut întreaga flotă de navete, și orașul învecinat Lancaster, California, redenumit strada a 100-a Est, din Avenue M până la Baza Aeriană Edwards, în Calea Challenger în cinstea navetei pierdute și a echipajului ei. Acesta era drumul pe care Challenger, Enterprise, și Columbia au fost duse în timpul mutării lor inițiale de la Uzina 42 a Forțelor Aeriene la Baza Aeriană Edwards după terminare, întrucât aeroportul Palmdale nu avea încă instalată macaraua de navetă pentru plasarea unui orbiter pe avionul transportator de navete.
În plus, orașul Lancaster a construit Școala Gimnazială Challenger, și Sala Memorială Challenger în fostul loc al Antelope Valley Fairgrounds, ca omagiu pentru naveta și echipajul Challenger.

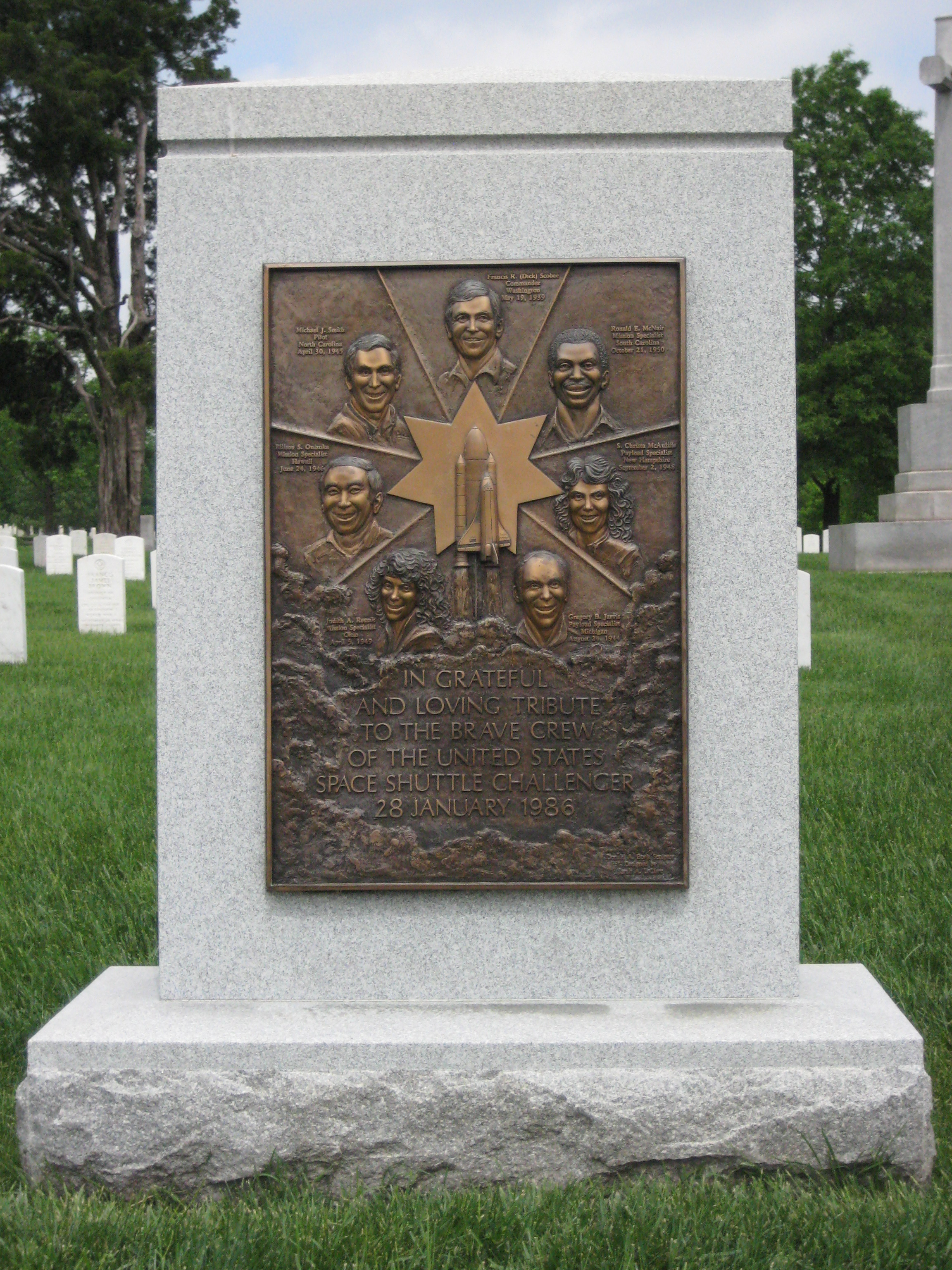
Monumentul navetei spațiale Challenger din Cimitirul Național Arlington, unde au fost îngropate unele rămășițe

În 2004, Președintele George W. Bush a conferit post-mortem Medalia de Onoare Spațială a Congresului tuturor celor 14 astronauți pierduți în accidentele Challenger și Columbia.

### Recuperarea resturilor
În primele minute după accident, au început eforturile de recuperare prin ordinul directorului pentru recuperări de lansări NASA, care a trimis la locul impactului cu apa navele utilizate de NASA pentru recuperarea propulsoarelor laterale. În acest moment, însă, încă mai cădeau resturi, și ofițerul de securitate a ținut avioanele și navele în afara zonei de impact până când s-a putut intra acolo. A trecut aproape o oră până când forțele de recuperare au putut să înceapă să lucreze.
Operațiunile de căutare și salvare care au avut loc în prima săptămână de după accidentul Challenger au fost gestionate de Departamentul de Apărare al Statelor Unite în numele NASA, cu ajutor din partea Pazei de Coastă, și a constat mai ales din căutări la suprafață. Conform Pazei de Coastă, „operațiunea a fost cea mai mare operațiune de căutare la suprafață la care au participat.” Această fază a operațiunilor a durat până la 7 februarie. După aceea, eforturile de recuperare au fost preluate de o echipă de căutare, recuperare și reconstrucție; scopul acesteia era cel de a recupera resturile ce ar fi putut ajuta la determinarea cauzei accidentului. În timpul căutării s-au folosit sonare, scafandri, submersibile operate prin telecomandă și submersibile cu echipaj uman, care au acoperit o arie de 1600 km², coborând până la 370 m adâncime. La 7 martie, scafandrii de pe USS Preserver au identificat ceea ce părea a fi compartimentul echipajului aflat pe fundul oceanului. Această descoperire, împreună cu găsirea rămășițelor tuturor celor șapte membri ai echipajului, au fost confirmate a doua zi, și la 9 martie, NASA a comunicat aceasta presei.

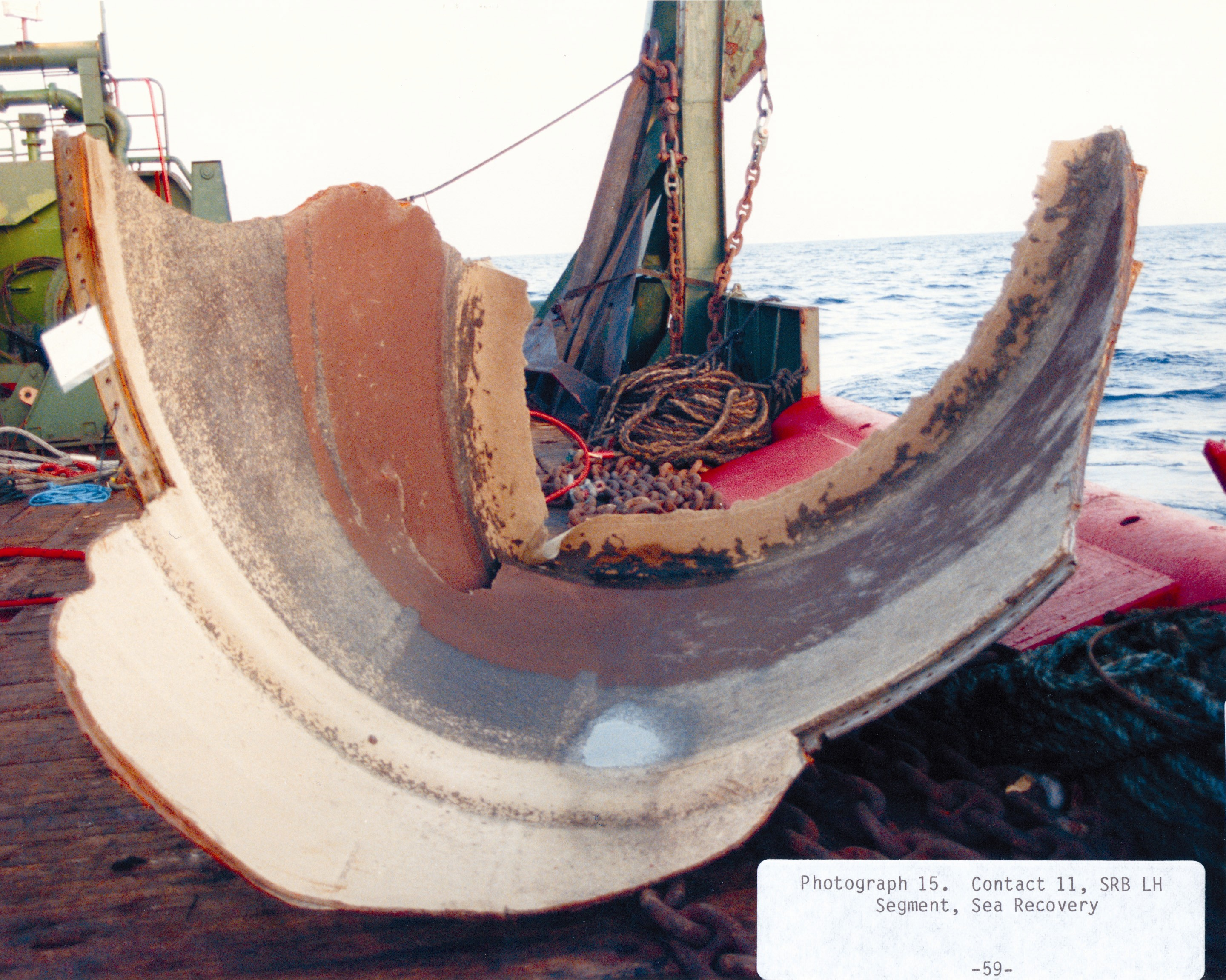
O parte a propulsorului lateral stânga, recuperat de echipele de căutare și recuperare

Până la 1 mai, se recuperase o parte suficientă a propulsorului lateral dreapta pentru a determina cauza inițială a accidentului, și operațiunile majore de recuperare s-au încheiat. Deși au continuat unele eforturi de recuperare la mică adâncime, acestea nu mai aveau legătură cu ancheta; scopul lor era recuperarea de resturi pentru studii efectuate de NASA asupra proprietăților materialelor utilizate în vehiculele de lansare și în vehiculele spațiale. Operațiunile de recuperare au reușit să extragă 15 tone de resturi din ocean; 55 % din naveta Challenger, 5 % din cabina echipajului și 65 % din sateliți încă nu au fost găsite. O parte din resturile lipsă încă mai sunt aduse de apă pe coasta Floridei, cum s-a întâmplat și la 17 decembrie 1996, după aproape unsprezece ani de la incident, când două bucăți mari din navetă au fost găsite la Cocoa Beach. La Titlul 18, Codul Statelor Unite, Secțiunea 641, se stipulează că este ilegală deținerea de resturi ale navetei Challenger și că este obligatoriu ca orice bucăți identificate să fie predate NASA. Toate resturile sunt în prezent stocate într-un fost depozit subteran de rachete de la Complexul 31 al Bazei Aeriene de la Cape Canaveral.

### Ceremoniile funerare

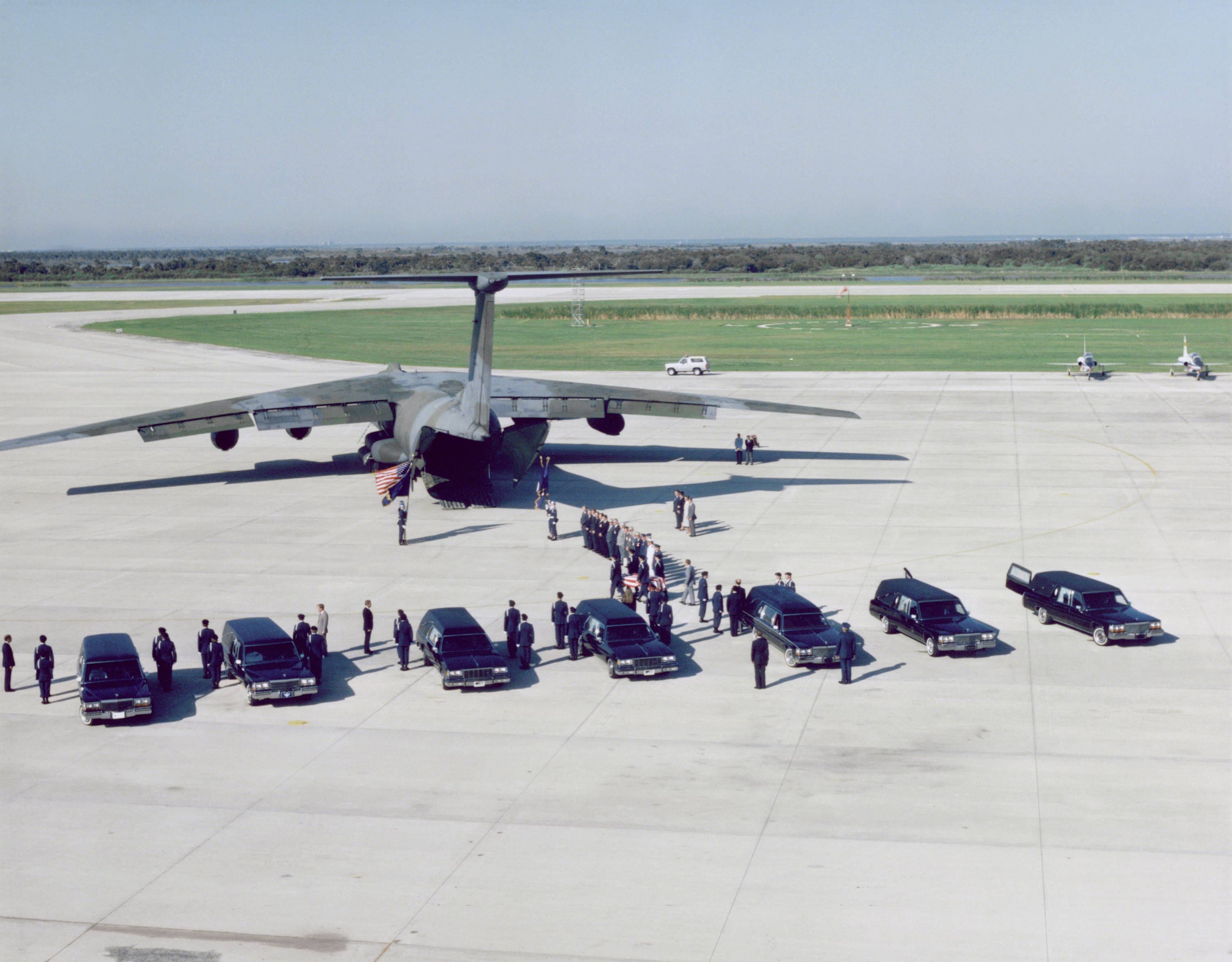
Rămășițele trupești ale echipajului navetei Challenger sunt transferate într-un C-141 la Infrastructura de Aterizare pentru Navete de la KSC, în direcția Bazei Aeriene Dover, Delaware.

Rămășițele echipajului ce au putut fi identificate au fost returnate familiilor la 29 aprilie 1986. Doi dintre membrii echipajului, Dick Scobee și căpitanul post-mortem Michael J. Smith, au fost înmormântați de familiile lor la Cimitirul Național Arlington în morminte individuale. Specialistul misiunii, lt. col. Ellison Onizuka a fost înmormântat la Cimitirul Național Memorial al Pacificului din Honolulu, Hawaii. Rămășițele neidentificate ale echipajului au fost înhumate într-un mormânt comun de la Monumentul Navetei Spațiale Challenger din Arlington la 20 mai 1986.

## Investigațiile Comisiei Rogers

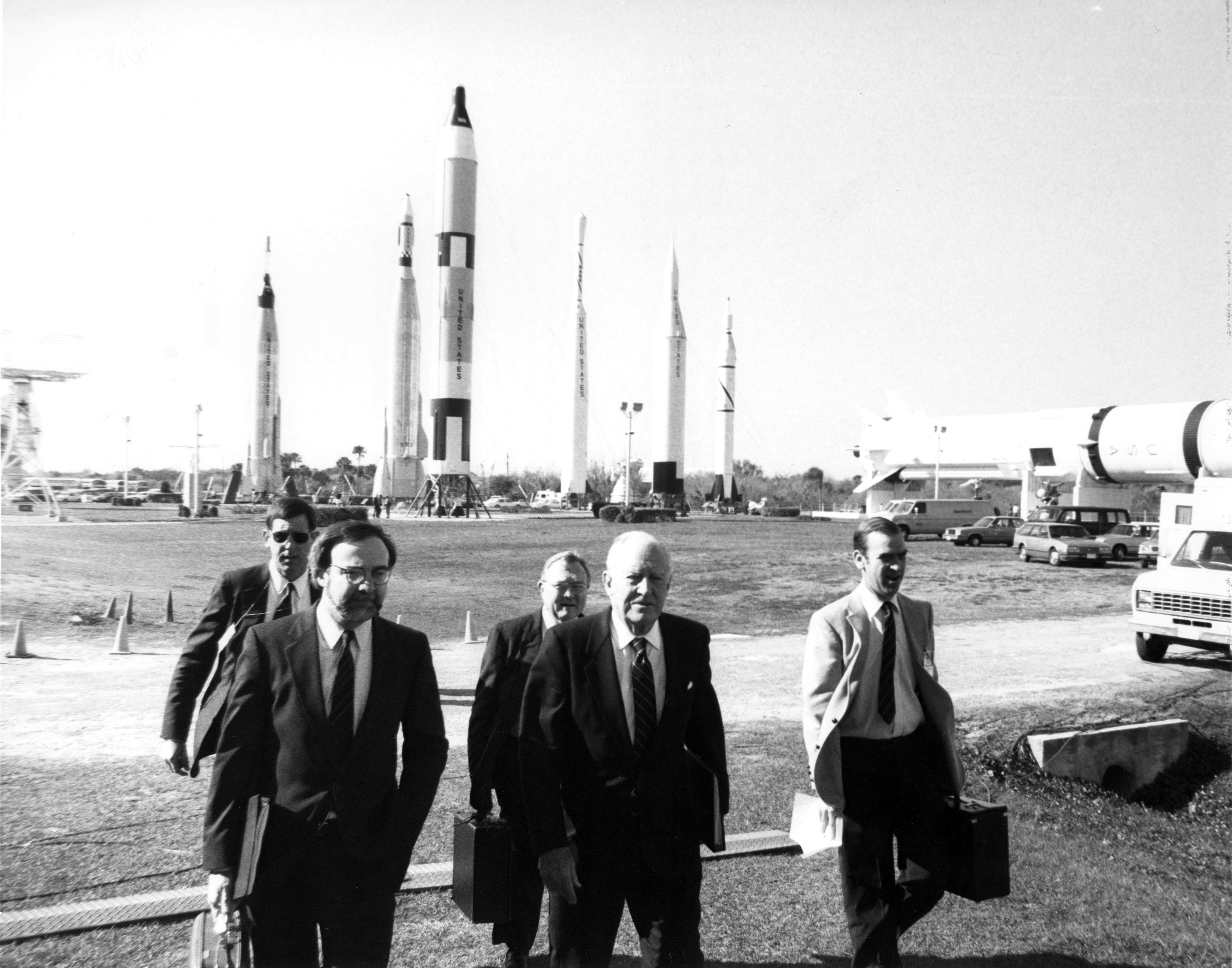
Membrii Comisiei Rogers sosesc la Centrul Spațial Kennedy.

Comisia Prezidențială de Anchetă a Accidentului Navetei Spațiale Challenger, cunoscută sub numele de comisia Rogers după președintele său, a fost înființată pentru investigarea dezastrului. Pe lângă identificarea cauzei accidentului ca fiind defectarea inelelor O, raportul a luat în considerare și cauzele ce au contribuit la accident, inclusiv răspunsul inadecvat al NASA și al companiei Morton Thiokol la defectele de proiectare și procesul decizional de lansare a navetei. Comisia a concluzionat că dezastrul Challenger a fost „un accident cu rădăcini în istorie.”

## Audierile Comisiei Camerei Reprezentanților
Comisia Camerei Reprezentanților pentru Știință și Tehnologie a efectuat și ea audieri, și la 29 octombrie 1986 a publicat propriul său raport asupra accidentului Challenger. Comisia a revizuit concluziile Comisiei Rogers ca parte a anchetei sale, și a confirmat concluzia acesteia privind cauzele tehnice ale accidentului. Ea a prezentat, însă, câteva diferențe în evaluarea cauzelor circumstanțiale ale accidentului.
| “ | ...Comisia consideră că problema principală ce a dus la accidentul Challenger nu a fost slaba comunicare sau procedurile, așa cum sugerează concluziile Comisiei Rogers. Problema fundamentală au constituit-o deciziile greșite ale NASA și ale contractanților săi luate de-a lungul unei perioade de mai mulți ani, decizii care i-au împiedicat să acționeze decisiv în vederea rezolvării anomaliilor din ce în ce mai grave de la articulațiile propulsoarelor laterale. | ” |

## Reacția NASA

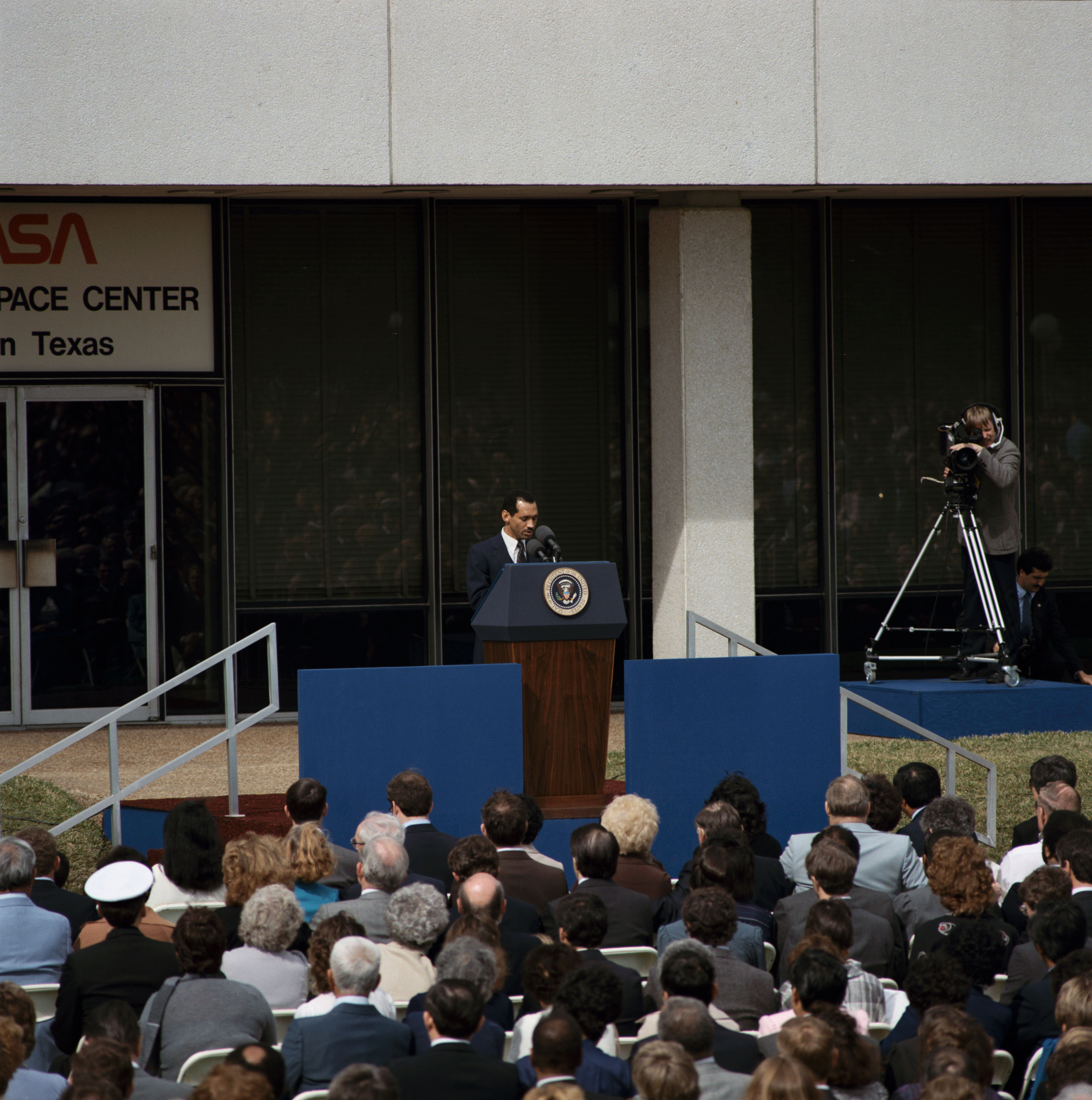
Charles Bolden at STS 51-L Memorial

După accidentul Challenger, zborurile navetelor spațiale au fost suspendate, în așteptarea rezultatelor anchetei Comisiei Rogers. În vreme ce NASA a efectuat o anchetă internă după incendiul Apollo 1 din 1967, acțiunile sale de după Challenger au fost constrânse de decizii ale unor organisme externe. Comisia Rogers a oferit nouă recomandări pentru îmbunătățirea siguranței programului Space Shuttle, iar Președintele Reagan a cerut NASA să prezinte în treizeci de zile un raport în care să arate cum plănuiește să implementeze aceste recomandări.
Ca răspuns la recomandările comisiei, NASA a demarat o reproiectare totală a propulsoarelor navetei spațiale, reproiectare supervizată de un grup independent, după cum stipula comisia. Contractul NASA cu Morton Thiokol, contractorul responsabil de construcția propulsoarelor laterale, conținea o clauză conform căreia în caz de defecțiune care ar conduce la „pierderi de vieți sau ratarea misiunii”, Thiokol renunță la 10 milioane de dolari din banii cuveniți și poartă răspunderea legală pentru defecțiune. După accidentul Challenger, Thiokol a „acceptat voluntar” plata despăgubirii pentru a nu fi forțată să răspundă pentru accident.
NASA a înființat și un nou Birou pentru Siguranță, Fiabilitate și Asigurarea Calității, condus, după cum specificase comisia, de un administrator asociat al NASA care răspundea direct administratorului NASA. George Martin, fost angajat la Martin Marietta, a fost numit în acest post. Fostul director de zbor al lui Challenger Jay Greene a devenit șef al Diviziei de Siguranță a direcției.
Programul nerealist de optimist de lansări urmat de NASA fusese criticat de Comisia Rogers ca o posibilă cauză ce a contribuit la accident. După accident, NASA a încercat să planifice mai realist zborurile navetelor: a adăugat un alt orbiter, Endeavour, la flota de navete spațiale în locul lui Challenger, și a colaborat cu Departamentul Apărării pentru a plasa mai mulți sateliți pe orbită cu ajutorul vehiculelor de unică folosință în locul navetelor. În August 1986, Președintele Reagan a anunțat și că navetele nu vor mai transporta sateliți comerciali. După o pauză de 32 de luni, a fost lansată la 29 septembrie 1988 următoarea misiune a navetelor spațiale, STS-26.
Deși s-au operat de către NASA modificări semnificative după accidentul Challenger, numeroși comentatori au afirmat că modificările operate în structura managerială și în cultura organizațională nu erau nici profunde, nici de durată. Dezastrul navetei spațiale Columbia din 2003 a atras din nou atenția atitudinea managementului NASA față de aspectele de securitate. Comisia de anchetă a accidentului Columbia (CAIB) a concluzionat că NASA nu a învățat multe dintre lecțiile de la Challenger. În particular, agenția nu a înființat un birou cu adevărat independent pentru supervizarea securității; CAIB a considerat că în acest domeniu, „răspunsul NASA la recomandările Comisiei Rogers nu a satisfăcut intențiile Comisiei”. CAIB afirma: „cauzele defecțiunilor instituționale responsabile pentru Challenger nu au fost îndreptate”, spunând că „procesul decizional defectuos” care avusese ca rezultat accidentul Challenger a fost responsabil și pentru distrugerea Columbiei după șaptesprezece ani.

## Impact

### Relatări în media
Deși prezența profesoarei Christa McAuliffe din New Hampshire în echipajul lui Challenger provocase interesul media, lansarea a fost transmisă în direct foarte puțin. CNN a fost singura televiziune de nivel național care a transmis în direct lansarea. Din cauza prezenței lui McAuliffe în misiune, NASA a aranjat ca multe școli publice din SUA să vizioneze lansarea în direct la NASA TV. Ca rezultat, mulți dintre cei care în 1986 erau școlari în SUA au avut ocazia să vadă lansarea în direct. După accident, însă, 17 % din respondenții unui studiu au afirmat că au văzut lansarea, iar 85 % au spus că au aflat vestea accidentului în mai puțin de o oră. După cum afirmau autorii lucrării, „doar două studii au prezentat o mai rapidă răspândire [a veștilor]”. (Unul dintre aceste studii viza răspândirea veștii asasinării Președintelui Kennedy în Dallas, iar celălalt viza răspândirea veștii morții Președintelui President Franklin D. Roosevelt's în Universitatea de Stat Kent.) Un alt studiu a punctat că „chiar și cei ce nu se uitau la televizor la ora dezastrului au văzut aproape sigur imaginile reluate când rețelele de televiziune au dat știri despre subiect toată ziua”. Foarte mulți copii au văzut accidentul în direct, un procent mai mare decât adulții, întrucât 48 % din copiii cu vârste între 9 și 13 ani, conform New York Times au urmărit lansarea la școală.
În ziua de după accident, interesul presei a rămas crescut. Dacă doar 535 reporteri erau acreditați să urmărească lansarea, după trei zile se aflau deja 1467 de reporteri la Centrul Spațial Kennedy și încă 1040 la Centrul Spațial Johnson. Evenimentul a ținut prima pagină a ziarelor din lumea întreagă.

### Utilizarea drept studiu de caz
Accidentul Challenger a fost frecvent utilizat ca studiu de caz pe subiecte de securitate inginerească, etica tragerii semnalelor de alarmă, comunicații, luarea deciziilor în grup, și pericolele gândirii de grup. Face parte din lectura obligatorie pentru școlile inginerești din Canada și din alte țări. Roger Boisjoly, inginerul care a dat avertizări privind efectul vremii reci asupra inelelor O, a demisionat de la Morton Thiokol și a început să țină prelegeri despre etica la locul de muncă. El afirma că întrunirea restrânsă a managerilor Morton Thiokol, întrunire ce a avut ca rezultat recomandarea de lansare, „a constituit forumul neetic de luare a deciziilor, rezultat din intimidări intense din partea clienților”. Pentru onestitatea și integritatea dovedite înainte și imediat după dezastru, Roger Boisjoly a primit Premiul Pentru Libertate și Responsabilitate Științifică din partea Asociației Americane pentru Progresul Științei. Numeroase colegii și universități au folosit accidentul în cursurile de etica ingierească.
Designerul informațional Edward Tufte a utilizat accidentul Challenger ca exemplu de probleme ce pot apărea din lipsa de claritate a prezentării informațiilor. El afirmă că dacă inginerii de la Morton Thiokol ar fi prezentat cu mai multă claritate datele de care dispuneau în legătură cu relația între temperaturile scăzute și arderea din zona articulațiilor propulsoarelor, ei ar fi reușit să convingă managerii NASA să anuleze lansarea. Tufte a afirmat și că slaba prezentare a informațiilor ar fi putut afecta deciziile NASA din timpul ultimului zbor Columbia.

### Continuarea Programului Space Shuttle
După accident, flota NASA pentru programul Space Shuttle a rămas la sol aproape trei ani pe durata anchetelor, audierilor, reproiectării propulsoarelor, și a altor revizuiri, modificări și pregătiri tehnice și manageriale. La 11:37 a.m. în data de 29 septembrie 1988, naveta spațială Discovery s-a lansat cu un echipaj de cinci persoane de la Centrul Spațial Kennedy, rampa 39-B. Aceasta purta un satelit de localizare și retransmisie, TDRS-C (denumit TDRS-3 după lansare), care l-a înlocuit pe TDRS-B, satelitul pierdut cu Challenger. Lansarea de „întoarcere la zbor” a lui Discovery a reprezentat și un test al propulsoarelor reproiectate cu o trecere la o atitudine mai atentă față de siguranță (de exemplu, a fost prima oară când echipajul a efectuat lansarea în costume presurizate de la STS-4, ultimul dintre primele patru zboruri de încercare ale programului Space Shuttle), și o ocazie de a restaura mândria națională și încrederea în programul spațial american, în special a celui cu echipaj uman. Misiunea, STS-26, a fost un succes (cu doar două defecțiuni minore, una a sistemului de răcire a cabinei și una a unei antene de bandă Ku), și a urmat un program obișnuit de zboruri, fără întreruperi de durată până la accidentul Columbia.
Barbara Morgan, astronautul de rezervă al lui McAuliffe care s-a pregătit cu ea în cadrul programului Teacher in Space și se afla la Centrul Kennedy privind lansarea la 28 ianuarie 1986, a zburat în misiunea STS-118 ca specialist al misiunii în august 2007.